# قشلاق قيرلو (مقاطعة بيله سوار)
قشلاق قیرلو (بالفارسية: قشلاق قیرلو) هي مستوطنة تقع في إيران في قسم غوغ تبة الريفي. يقدر عدد سكانها بـ 22 نسمة .